# فیرویو آلفا (لوئیزیانا)
فیرویو آلفا (به انگلیسی: Fairview Alpha) یک منطقهٔ مسکونی در ایالات متحده آمریکا است که در پریش رد ریور، لوئیزیانا واقع شده‌است.